# Bernice van de Velde
Bernice van de Velde (* 24. Oktober 1991) ist eine ehemalige niederländische Tennisspielerin.

## Karriere
Van de Velde, die im Alter von sechs Jahren mit dem Tennissport begann, spielte hauptsächlich auf Turnieren des ITF Women’s Circuit, bei denen sie fünf Titel im Doppel gewinnen konnte.
Seit Juli 2015 ist sie auf der Damentour nicht mehr angetreten. Sie wird in den Weltranglisten nicht mehr geführt.

## Turniersiege

### Doppel
| Nr. | Datum              | Turnier    | Kategorie   | Belag        | Partnerin              | Finalgegnerinnen                      | Ergebnis          |
| --- | ------------------ | ---------- | ----------- | ------------ | ---------------------- | ------------------------------------- | ----------------- |
| 1.  | 23. Juli 2010      | Knokke     | ITF $10.000 | Sand         | Angelique van der Meet | Elyne Boeykens Nicky Van Dyck         | 6:1, 6:3          |
| 2.  | 17. März 2012      | Amiens     | ITF $10.000 | Sand (Halle) | Nicolette Van Uitert   | Katharina Lehnert Katharina Negrin    | 2:6, 7:66, [10:6] |
| 3.  | 27. September 2013 | Monastir   | ITF $10.000 | Hartplatz    | Linda Prenkovic        | Khristina Kazimova Varvara Kuznetsova | 6:2, 4:6, [10:7]  |
| 4.  | 4. Oktober 2013    | Monastir   | ITF $10.000 | Hartplatz    | Linda Prenkovic        | Marija Marfutina Nina Stadler         | 6:2, 6:4          |
| 5.  | 5. Juli 2014       | Middelburg | ITF $25.000 | Sand         | Angelique van der Meet | Weronika Kudermetowa Jewgenija Rodina | 7:64, 3:6, [10:5] |